# فرئل
فرئل (به فرانسوی: Fréhel) (زادهٔ ۱۳ ژوئیه ۱۸۹۱ - درگذشته ۳ فوریه ۱۹۵۱) خواننده و بازیگر فرانسوی بود.

## زندگی‌نامه
مارگاریت بولکه در پاریس در خانواده ای فقیر و ناکارآمد برتون متولد شد، کودکی بود که در خیابان‌های سمت پاریس به زندگی سپرده شد. در نوجوانی، هنگامی که با یکی از مجریان زن سالن موسیقی که آواز او را شنیده بود آشنا شد و او را به مروجان تجارت نمایش معرفی کرد.
او شروع به اجرا با نام هنری Pervenche کرد، و به زودی با رابرت هولارد، مجری که از نام مستعار "روبرتی" استفاده می‌کرد، آشنا شد و با او ازدواج کرد. الکل از سنین پایین وارد زندگی او شد و اعتیاد به الکل او مشکلاتی با همسرش ایجاد کرد. ازدواج آنها خیلی طول نکشید و شوهرش او را به خاطر خواننده دیگر پاریسی، دامیا، ترک کرد. پس از آن، فرهل با موریس شوالیه، رابطه داشت اما زیاد دوام نیاورد ونامزدش وی را به خاطر ستاره بزرگتری به نام Mistinguett ترک کرد. در ۱۹ سالگی، او اقدام به خودکشی کرد.
به دنبال اقدام به خودکشی، در سال ۱۹۱۱ مارگریت بولکه سعی کرد از مشکلاتش فرار کند و به بخارست، ترکیه و سپس به روسیه سفر کرد و بیش از ده سال در آنجا ماند. او از مشروبات الکلی و اعتیاد به مواد مخدر رنج می‌برد، و در سال ۱۹۲۳ به پاریس بازگشت. او سپس با تغییر نام به نام "Fréhel"، شروع جدیدی را آغاز کرد و نام خود را از Cap Fréhel در بریتانی که پدر و مادرش متولد شده بودند، گرفت. با خوانندگی به عنوان فرهل، در المپیای پاریس در سال ۱۹۲۴، نمایش قدرتمندی ارائه داد و به زودی در محبوب‌ترین مکانهای کشور نامش پرآوازه شد. به عنوان بخشی از آنچه که امروزه به عنوان موزیک بال(bal musette) یاد می‌شود، فرهل غالباً آواز را با گاو نر یا نوازنده آکاردئون می‌خواند.
در دهه ۱۹۳۰، او در چندین فیلم متحرک ظاهر شد. تقریباً او همیشه یک خواننده را در یک نقش فرعی به تصویر می‌کشد. از مشهورترین فیلم‌هایی که وی در آنها بازی کرد، فیلم Cœur de Lilas در سال ۱۹۳۱ بر اساس نمایشنامه تریستان برنارد و Pépé le Moko با بازی ژان گابین بود. در حالی که سو مصرف الکل وی ادامه داشت، با این وجود وی یکی از بازیگران اصلی تجارت نمایشی دهه ۱۹۳۰ فرانسه بود. از بین همه ترانه‌های او، La Java Bleue در سال ۱۹۳۹، با موسیقی وینسنت اسکاتو، بیشترین محبوب را برای وی به ارمغان آورد.
علیرغم اینکه یکی از مجریان پرطرفدار در اروپا بود، اما اعتیاد او باعث شد تا سالها از دید عموم کنار بماند. وی در سال ۱۹۵۱، در هتلی در پیگال تنها درگذشت. وی را در Cimetière de Pantin، نزدیک پاریس، به خاک سپردند.
وی توسط یولاند مورو در بیوگرافی Gainsbourg: A Heroic Life به تصویر کشیده شده است که در آن با سرژ گینسبورگ جوان روبرو می‌شود و او را در یک آهنگ همراهی می‌کند.